# Distretto di Pervomajs'k
Il distretto di Pervomajs'k (in ucraino Первомайський район?) è un distretto nell'oblast' di  Mykolaïv in Ucraina. Il suo centro amministrativo è la città di Pervomajs'k. Ha una popolazione di 145 213 abitanti.
Il 18 luglio 2020, come parte della riforma amministrativa dell'Ucraina, il numero di distretti dell'oblast di Mykolaïv è stato ridotto a quattro e l'area del distretto di Pervomajs'k è stata notevolmente ampliata.